# Stefan Ruzowitzky
Stefan Ruzowitzky (Vienna, 25 dicembre 1961) è un regista e sceneggiatore austriaco.
Nel 2008 ha vinto il premio Oscar al miglior film straniero per il film Il falsario - Operazione Bernhard (Die Fälscher).

## Filmografia
- Montevideo (1994)
- Tempo (1996)
- Die Siebtelbauern (1998)
- Anatomy (Anatomie) (2000)
- Die Männer ihrer Majestät (2001)
- Anatomy 2 (Anatomie 2) (2003)
- Il falsario - Operazione Bernhard (Die Fälscher) (2007)
- Maga Martina e il libro magico del draghetto (Hexe Lilli – Der Drache und das magische Buch) (2009)
- Legami di sangue - Deadfall (Deadfall) (2012)
- Cold Hell - Brucerai all'inferno (Die Hölle – Inferno) (2017)
- Patient Zero (2018)
- Narziß und Goldmund (2020)
- Hinterland (2021)